# Yeo Woon-Kon
Yeo Woon-Kon, född den 4 september 1974, är en sydkoreansk landhockeyspelare.
Han tog OS-silver i herrarnas landhockeyturnering i samband med de olympiska landhockeytävlingarna 2000 i Sydney.